# ميرفاب
الميرفاب قبيلة عربية سودانية، من قبائل المجموعة الجعلية الكبرى. يسكنون جنوب منطقة الرباطاب، ومركزهم في بربر.

## النسب
يرجع نسب القبيلة إلى محمد ميرف بن ضغيم بن إدريس الأسد بن بشارة بن ضياب بن غانم بن حميدان بن صبح أبو مرخة بن مسمار بن سرار بن حسن كردم بن أبو الديس بن قضاعة بن عبد الله حرقان بن مسروق بن أحمد بن إبراهيم جعل بن إدريس بن قيس بن يمن بن عدنان بن قصاص بن كرب بن محمد هاطل بن أحمد ياطل بن محمد ذو الكلاع بن سعد بن الفضل بن العباس بن محمد بن علي بن عبد الله بن العباس بن عبد المطلب.

## التاريخ
كانت لهم مملكة صغيرة قديمة تابعة لسلطنة سنار، وكان يلقب ملكها التابع لسنار بلقب "مك"، أي ملك، وكانت عاصمتها بربر، واستمرت حتى قدوم الأتراك.